# Тамаєвка
Тамаєвка (рос. Тамаевка) — присілок в Арзамаському районі Нижньогородської області Російської Федерації.
Населення становить 6 осіб. Входить до складу муніципального утворення Шатовська сільрада.

## Історія
Від 2009 року входить до складу муніципального утворення Шатовська сільрада.

## Населення
| 2002 | 2010 |
| ---- | ---- |
| 4    | ↗6   |